# Chondrodesmus singularis
Chondrodesmus singularis är en mångfotingart som beskrevs av Chamberlin 1922. Chondrodesmus singularis ingår i släktet Chondrodesmus och familjen Chelodesmidae. Inga underarter finns listade i Catalogue of Life.